# Elizabeth (film)
Elizabeth – brytyjski dramat biograficzny z 1998 roku w reżyserii Shekhara Kapura. Opowieść o młodości i pierwszych latach panowania królowej Elżbiety I Tudor.

## Fabuła
W XVI wieku Anglią rządzi królowa Maria I Tudor, która przywraca katolicyzm. W kraju panuje terror, mnożą się spiski opozycjonistów, w kościele następuje kryzys związany z podziałami religijnymi.
Maria jest córką Katarzyny Aragońskiej (pierwszej żony Henryka VIII), Elżbieta (młodsza) to córka Anny Boleyn. Niedługo potem królowa Maria umiera, a na tron wstępuje jej przyrodnia siostra Elżbieta, która jest protestantką. Stara się przywrócić w Anglii wewnętrzną stabilizację.

## Nagrody i kontynuacje
Rolę młodej królowej gra Cate Blanchett, która sugestywnie pokazała duchową i fizyczną przemianę bohaterki. Za tę rolę otrzymała nagrodę Brytyjskiej Akademii Filmowej. Film nominowano do siedmiu do Oscarów w kategoriach: najlepszy film, najlepsza aktorka, zdjęcia, muzyka, scenografia, kostiumy i charakteryzacja. Ostatecznie obraz zdobył jednego Oscara - za charakteryzację. Film uhonorowano również Złotym Globem.
W roku 2007 nakręcono kontynuację filmu pt. Elizabeth: Złoty wiek z tymi samymi aktorami, grającymi główne role.

## Produkcja
Zdjęcia do filmu kręcono na obszarze kilku angielskich hrabstw. Do lokalizacji wykorzystanych przez filmowców należały:
- Buckinghamshire (Dorney Court);
- Derbyshire (Haddon Hall);
- hrabstwo Durham (katedra w Durham, Raby Castle);
- Londyn (kościół św. Albana w dzielnicy Teddington);
- North Yorkshire (Bolton Castle, katedra w Yorku);
- Northumberland (zamek Alnwick, Chillingham Castle, Warkworth Castle, Aydon Castle)[1][2].

## Obsada
- Cate Blanchett – córka Anny Boleyn, po latach niepewności – królowa Anglii – Elżbieta I Tudor
- Geoffrey Rush – sir Francis Walsingham (szef tajnych służb)
- Christopher Eccleston – Thomas Howard, 4. książę Norfolk (arystokrata spiskujący przeciwko królowej)
- Joseph Fiennes – Robert Dudley, 1. hrabia Leicester (kochanek Elżbiety I)
- Richard Attenborough – William Cecil, 1. baron Burghley (doradca Elżbiety I)
- Fanny Ardant – Mary de Guise (królowa Szkocji, matka Marii Stuart), w filmie spiskująca przeciwko Elżbiecie I.
- Éric Cantona – Monsieur de Foix (ambasador Francji)
- Kathy Burke – przyrodnia, starsza siostra Elżbiety, królowa Maria I (znana jako „krwawa Maria”)
- Vincent Cassel – Henry, Duc d’Anjou starający się o rękę Elżbiety I (patrz „Uwagi” poniżej)
- Emily Mortimer – Kat Ashley (dama dworu i przyjaciółka Elżbiety)
- Kelly Macdonald – Isabel Knollys ('tajna' żona R. Dudleya)
- John Gielgud – papież Pius V (zaciekły wróg Elżbiety I)
- Daniel Craig – John Ballard (jezuita nasłany do zamordowania Elżbiety I)
- James Frain – ambasador Hiszpanii
- Edward Hardwicke – Henry FitzAlan, 19. Hrabia Arundel (spiskuje przeciwko Elżbiecie I)
- Jamie Foreman – hrabia Sussex

i inni